# Senftenberger See
Der Senftenberger See, niedersorbisch Złykomorojski jazor (obersorbisch Złokomorowski jězor; früher auch als Speicherbecken Niemtsch bezeichnet) liegt im Lausitzer Seenland, einer künstlich geschaffenen Seenkette. Der See befindet sich an der Grenze von Nieder- und Oberlausitz zwischen der südbrandenburgischen Stadt Senftenberg und deren Ortsteilen Niemtsch und Großkoschen im Landkreis Oberspreewald-Lausitz. Der Senftenberger See gehört mit einer Wasser-Fläche von 1300 Hektar zu den größten künstlich angelegten Seen Deutschlands. In ihm befindet sich noch eine etwa 250 Hektar große Insel. Der See ist Landeswasserstraße.

## Lage
Die Fahrzeit von Dresden zum Senftenberger See über die Bundesautobahn 13 beträgt weniger als eine Stunde.

## Geschichte

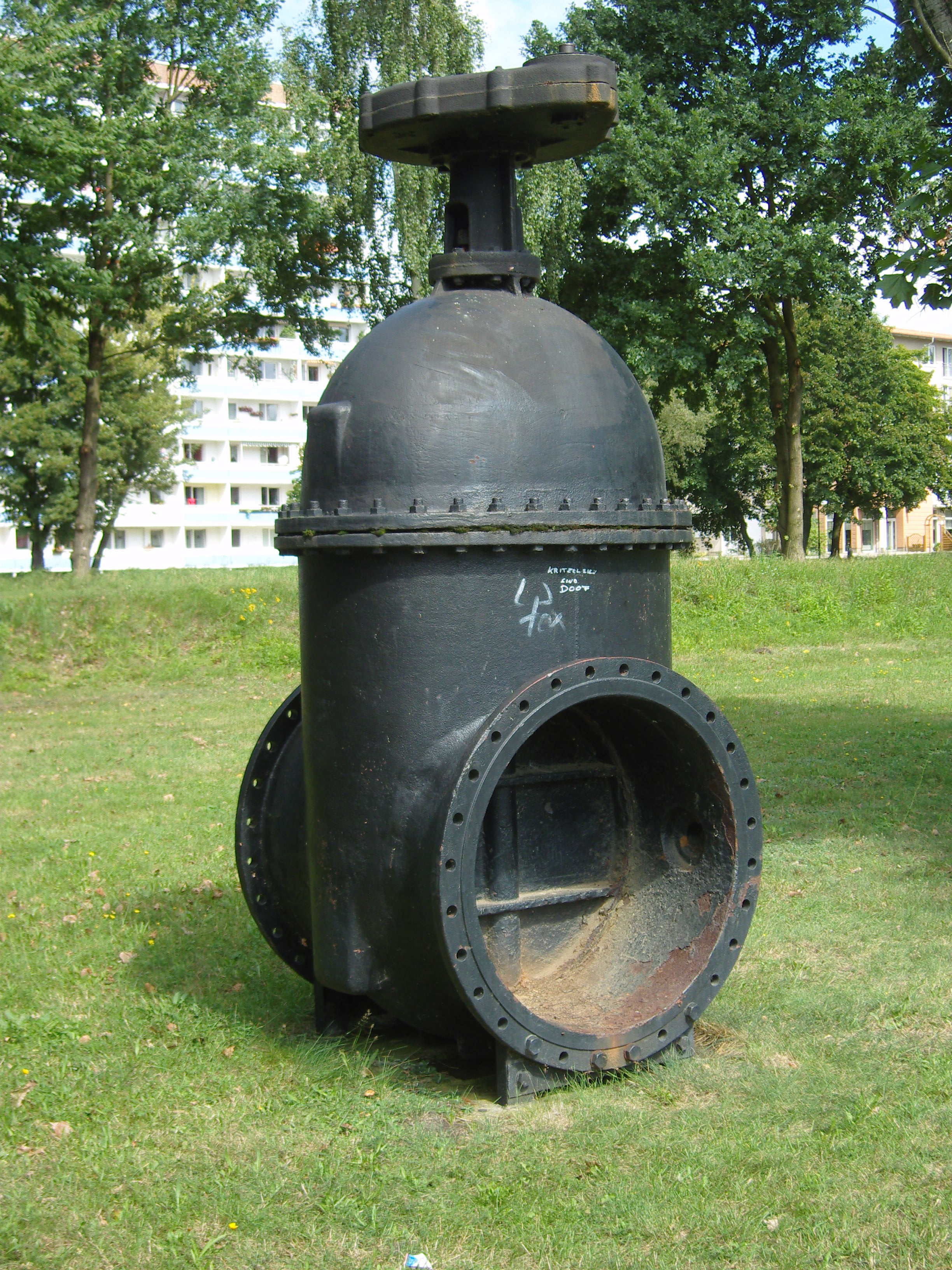
Schieber an der Flutungsstelle

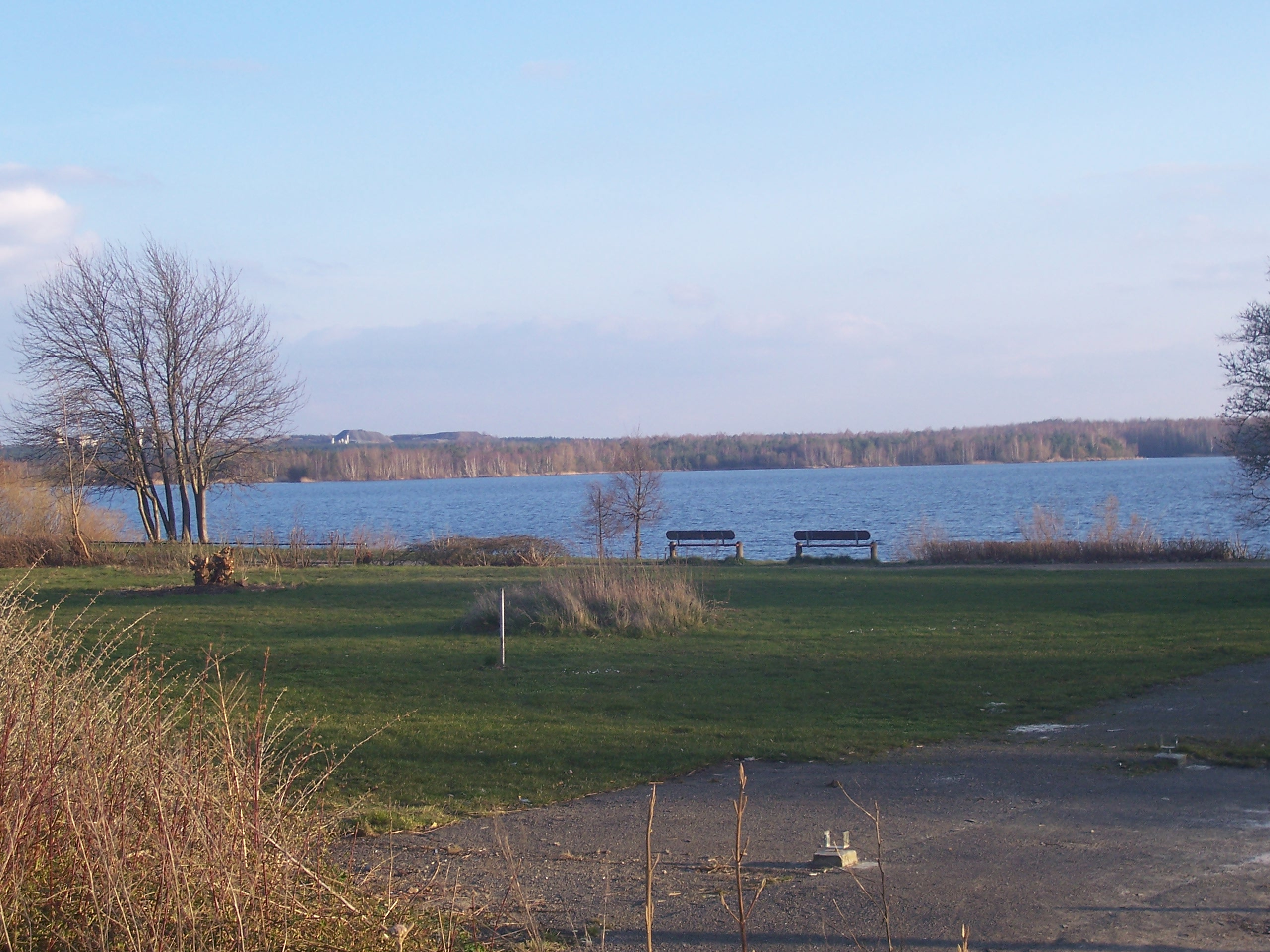
Der Senftenberger See Blick zum Koschenberg

Der See entstand durch die Flutung des ehemaligen Braunkohle-Tagebaus Niemtsch von der Schwarzen Elster aus in der Zeit vom 15. November 1967 bis November 1972.
Die Flutungsmenge betrug anfänglich bis zu 60 Kubikmeter pro Minute. Um die Flutungszeit zu verkürzen, wurde 40 Meter von der ersten Flutungsstelle entfernt ein weiterer Düker mit offenem Gerinne im Mai 1968 in Betrieb genommen. So konnte auch Schmelz- und Regenwasser aufgenommen und die Flutungsmenge auf bis zu 140 Kubikmeter Wasser pro Minute erhöht werden.
Seit der Inbetriebnahme des ersten Strandabschnittes im Jahre 1973 erfreut sich der See als Naherholungsgebiet großer Beliebtheit bei Urlaubern, Badegästen, Surfern und Seglern. Von insgesamt 18 Kilometern Uferlänge sind 7 Kilometer als Badestrand ausgewiesen. Nach 1990 wurden in weiten Abschnitten Uferbefestigungen durchgeführt, da durch den veränderlichen Wasserstand große Teile des Steilufers abzurutschen drohten. Die Tiefe des Sees betrug zu Anfang 40 Meter, neuere Messungen fanden keine tieferen Stellen als 25 Meter mehr.

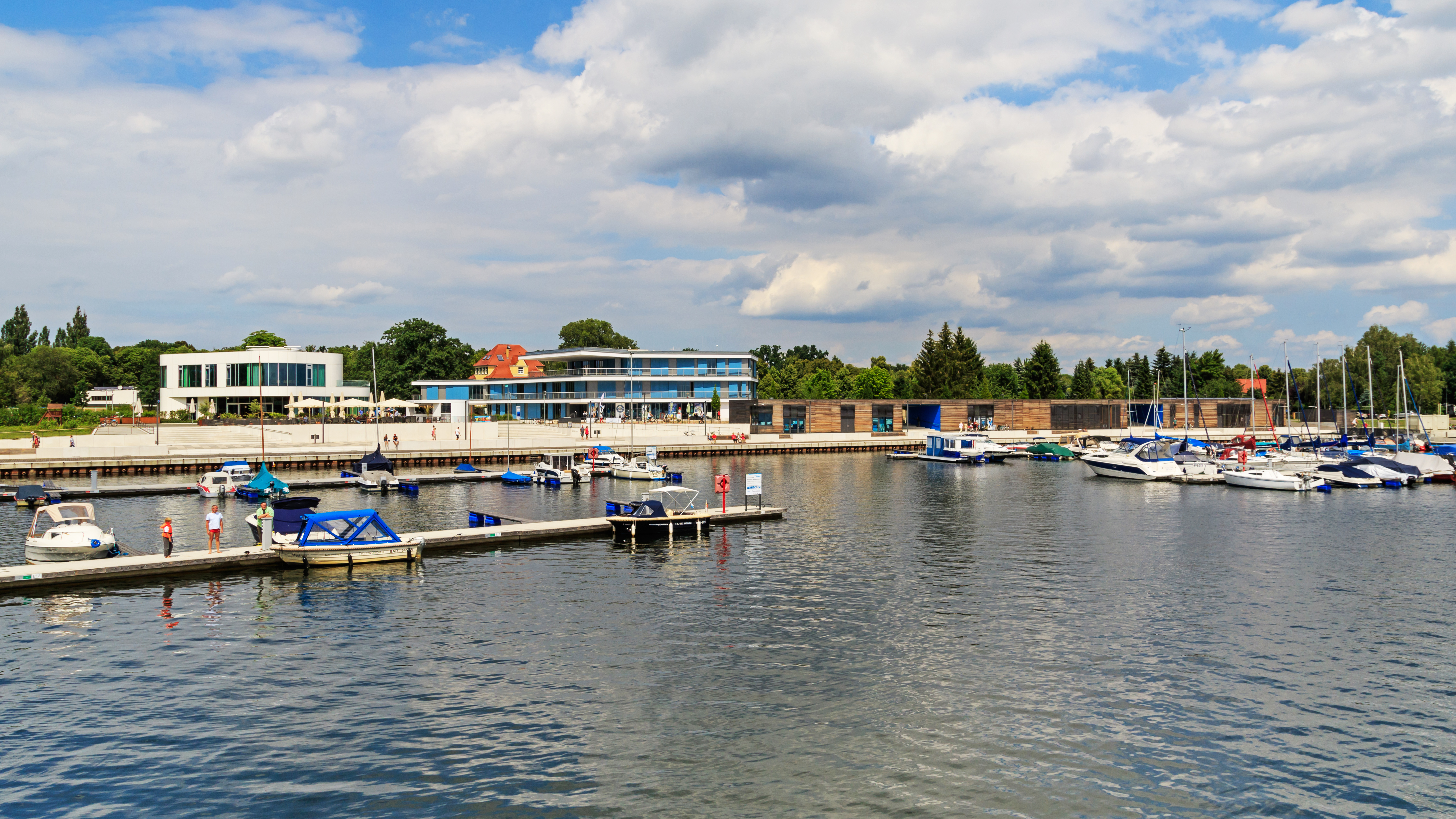
Stadthafen Senftenberg

Von Dezember 2010 bis April 2013 wurde in Senftenberg ein Stadthafen gebaut. Am 23. April 2013 wurde er eröffnet. Es entstanden eine Marina mit über 100 Boots-Liegeplätzen, eine 80 Meter lange schwimmende Seebrücke und ein Hafengebäude. Die Baukosten lagen bei 13 Millionen Euro.
Am 13. September 2018 kam es gegenüber dem Strandbereich Niemtsch auf Höhe der Anlegestelle für Fahrgastschiffe zu einer Böschungsrutschung. Infolgedessen wurde zunächst der Seebereich westlich des Stadthafens Senftenberg gesperrt, dann der See für die Schifffahrt und schließlich der gesamte Uferbereich. Daraufhin wurden im Herbst und Winter 2018/2019 aufwändige Sanierungsmaßnahmen durchgeführt, so dass der See im April 2019 wieder freigegeben wurde.

## Wasserqualität
Die Badewasserqualität wird regelmäßig von unabhängigen Organisationen überwacht. Das Wasser ist so klar, dass man unter günstigen Umständen bis in eine Tiefe von 5 m sehen kann. Der See ist aufgrund seines Fischreichtums (Zander, Hecht, Barsch, Aal, Karpfen, Plötze und Wels) auch ein beliebtes Angelrevier.
Problematisch war über lange Zeit der stellenweise saure pH-Wert des Seewassers. Bedingt wird dies durch die allmähliche Zersetzung von eisensulfidhaltigem Abraum zu Schwefelsäure und Sulfaten. Aufgrund der ständigen Verdünnung mit Frischwasser aus der Schwarzen Elster sind davon heute nur noch wenige Stellen im Naturschutzgebiet und der sogenannte Südsee betroffen.
Der Senftenberger See ist seit November 2007 ein schiffbares Gewässer und darf motorisiert (max. 12 km/h) befahren werden.

## Freizeitmöglichkeiten (Auswahl)
- Baden (Textil- und FKK-Badestrände)
- Tauchen (Tauchbasis mit Tauchschule am Strandabschnitt Peickwitz)
- Segeln, Surfen, Rudern, Wassertreten
- Angeln
- Wandern und Wasserwandern
- Fahrradtouren
- Camping, Ferienhäuser
- Rundfahrten auf dem Senftenberger See mit der MS Santa Barbara und mit dem Solarkatamaran Aqua Phönix durch den Koschener Kanal (inkl. Schiffstunnel) in den benachbarten Geierswalder See

## Insel

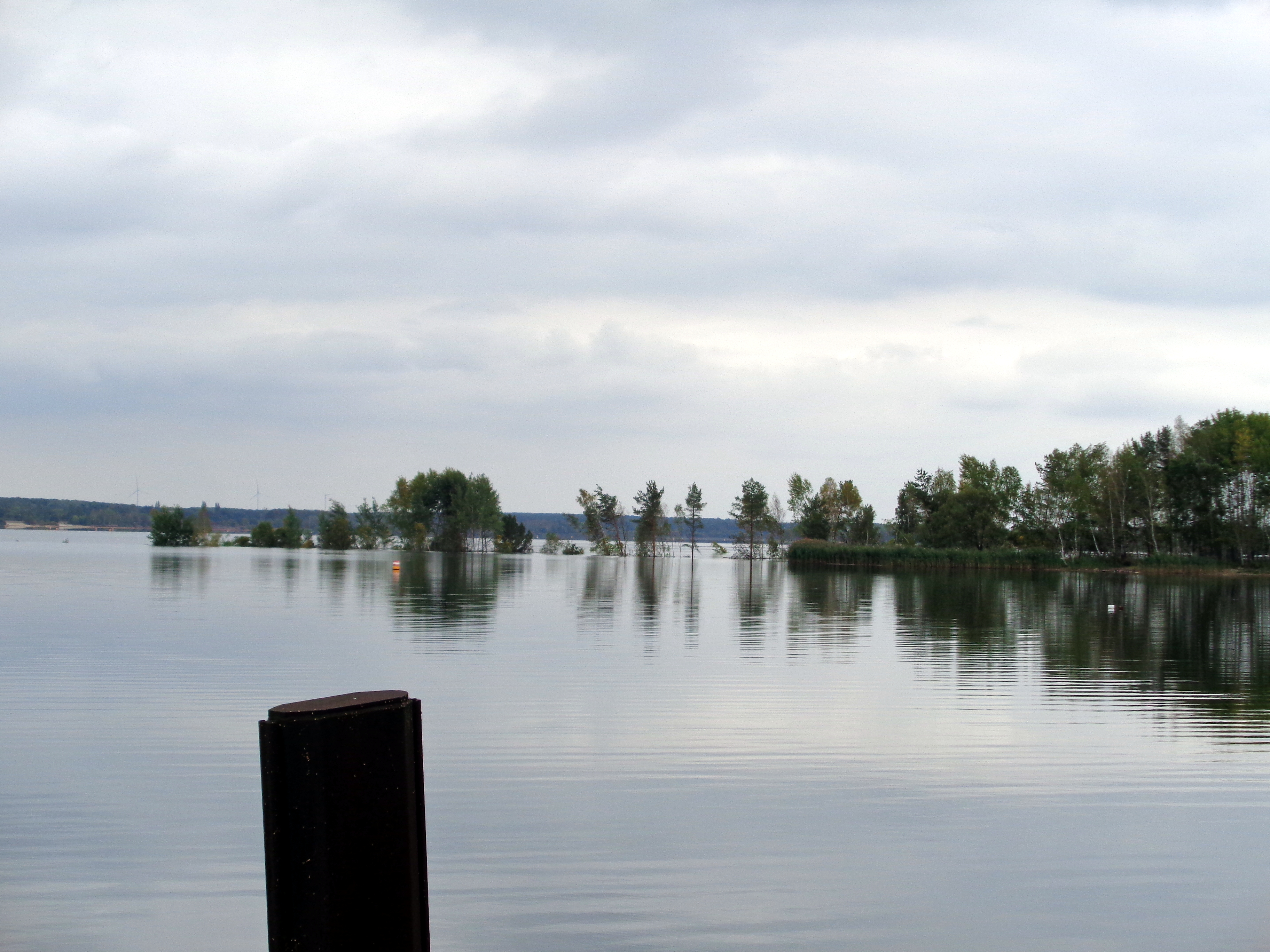
Rutschung gesehen von der Anlegestelle in Niemtsch

Im See gibt es eine 250 Hektar große, ebenfalls künstlich angelegte, bewaldete Insel, die 1981 zum Naturschutzgebiet erklärt wurde und wegen der hohen Rutschungsgefahr nicht betreten werden darf. Sie besteht aus aufgeschüttetem Abraum des ehemaligen Tagebaus.

## Strandabschnitte
- Senftenberg, meist kleinere Strandabschnitte, alles Textil
- Niemtsch, Strand am Ort selbst und ca. zwei Kilometer weiter südlich am sogenannten „Südsee“ (Textil und FKK gemischt).
- Großkoschen, Sandstrand und Wiesenbereich am Familienpark meist Textil mit kleinem FKK Abschnitt
- Buchwalde ist ein Ende der 1990er Jahre im Zuge der Sicherung des Steilufers neu gestalteter Strandabschnitt (getrennter Textil- und FKK-Bereich). Hier gibt es eine Wasserrutsche und eine Beachvolleyballanlage. Beliebt ist der Seestrand auch bei Surfern.
- „Südsee“[8] zwischen Peickwitz und Großkoschen mit den Tauchbasen des Tauchsportvereins „Dino“ e. V.[9] und dem Tauchsportverein Senftenberg II e. V.[10], FKK-Strand und Imbiss